# مانور هاوس (محطة مترو أنفاق لندن)
مانور هاوس (بالإنجليزية: Manor House)‏ هي إحدى محطات مترو أنفاق لندن. تقع على خط بيكاديلي أفتتحت في المنطقة (Zone) رقم 2 و3 أفتتحت في 19 سبتمبر 1932.

## معرض صور

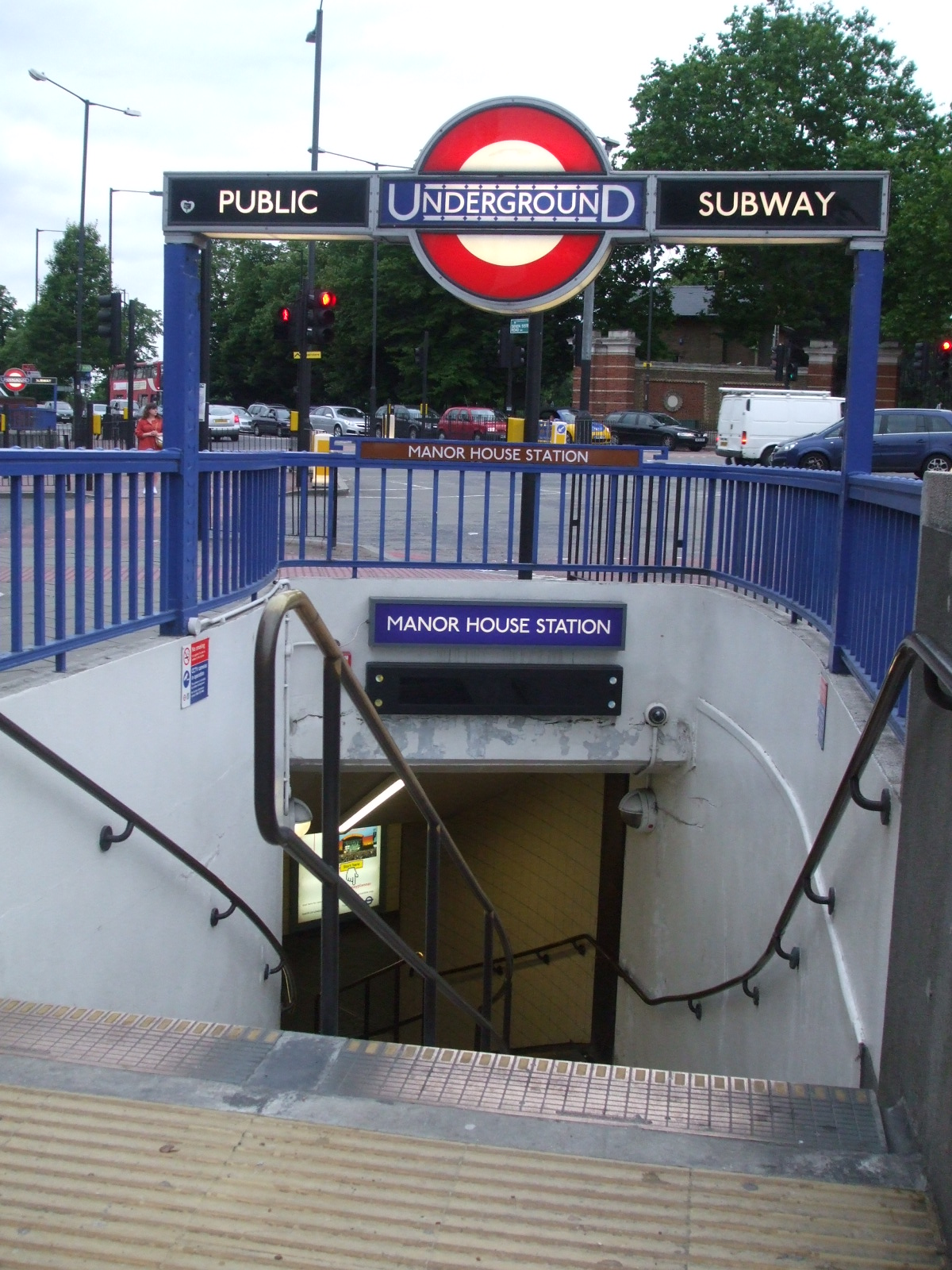
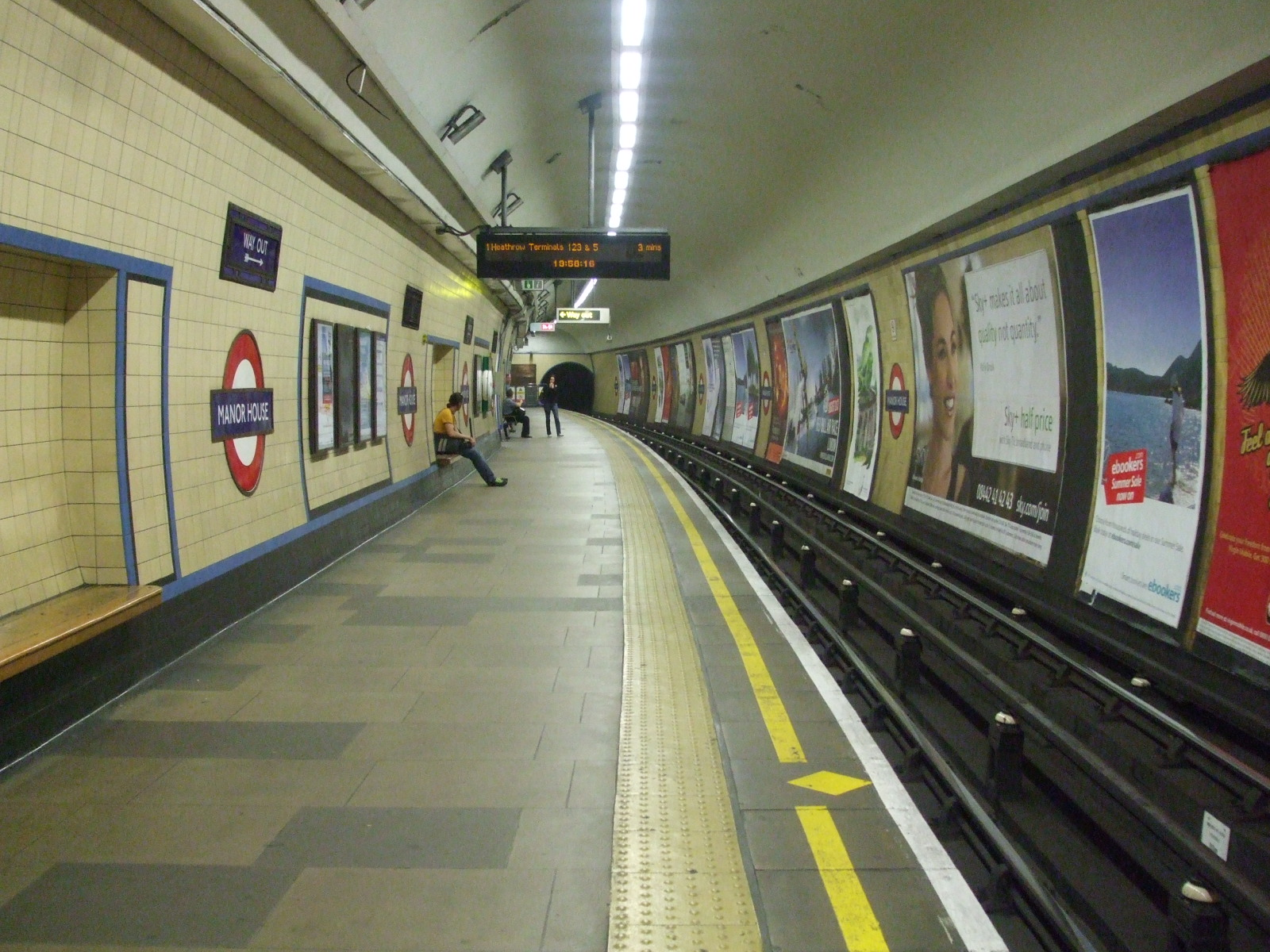
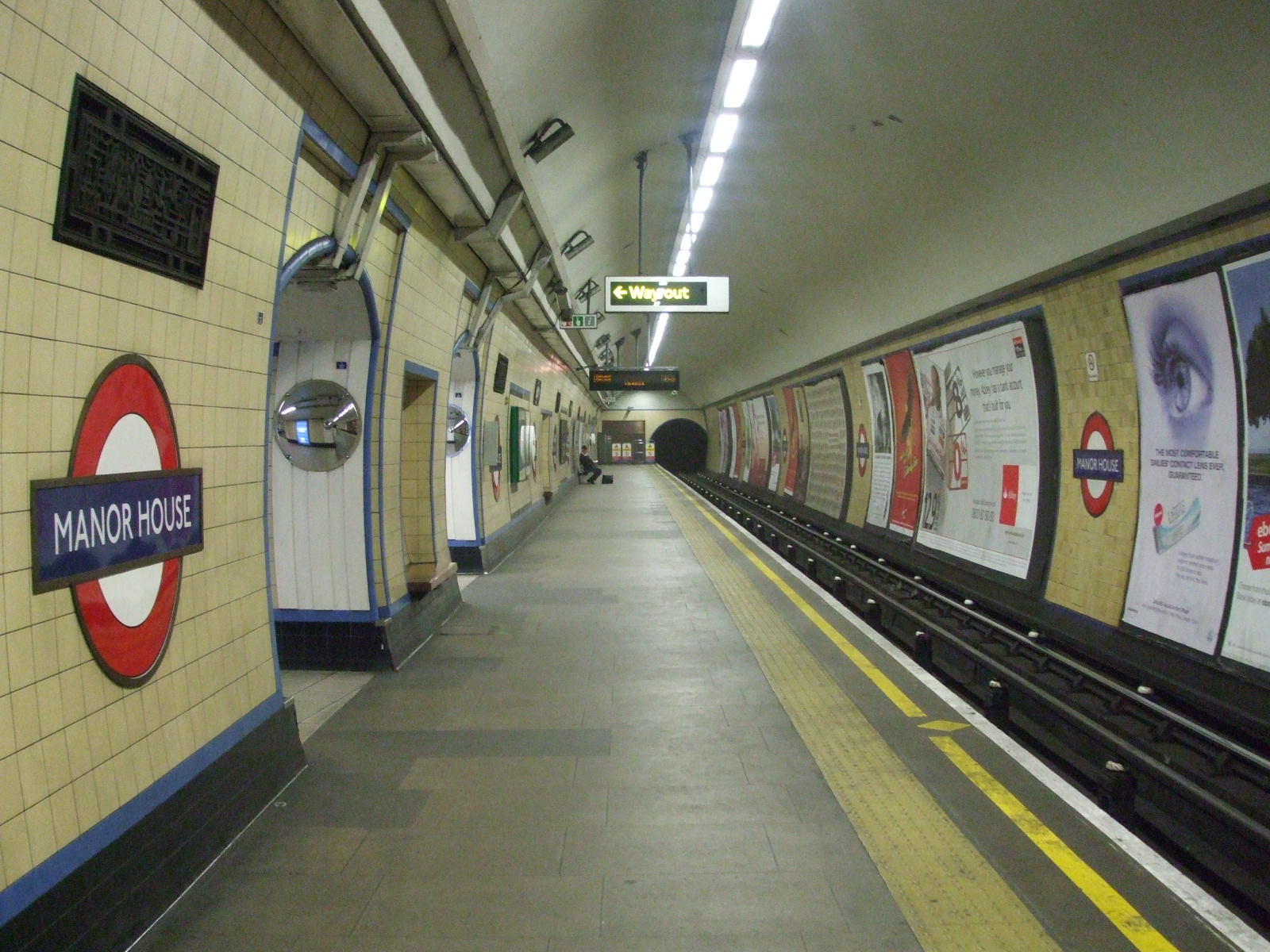
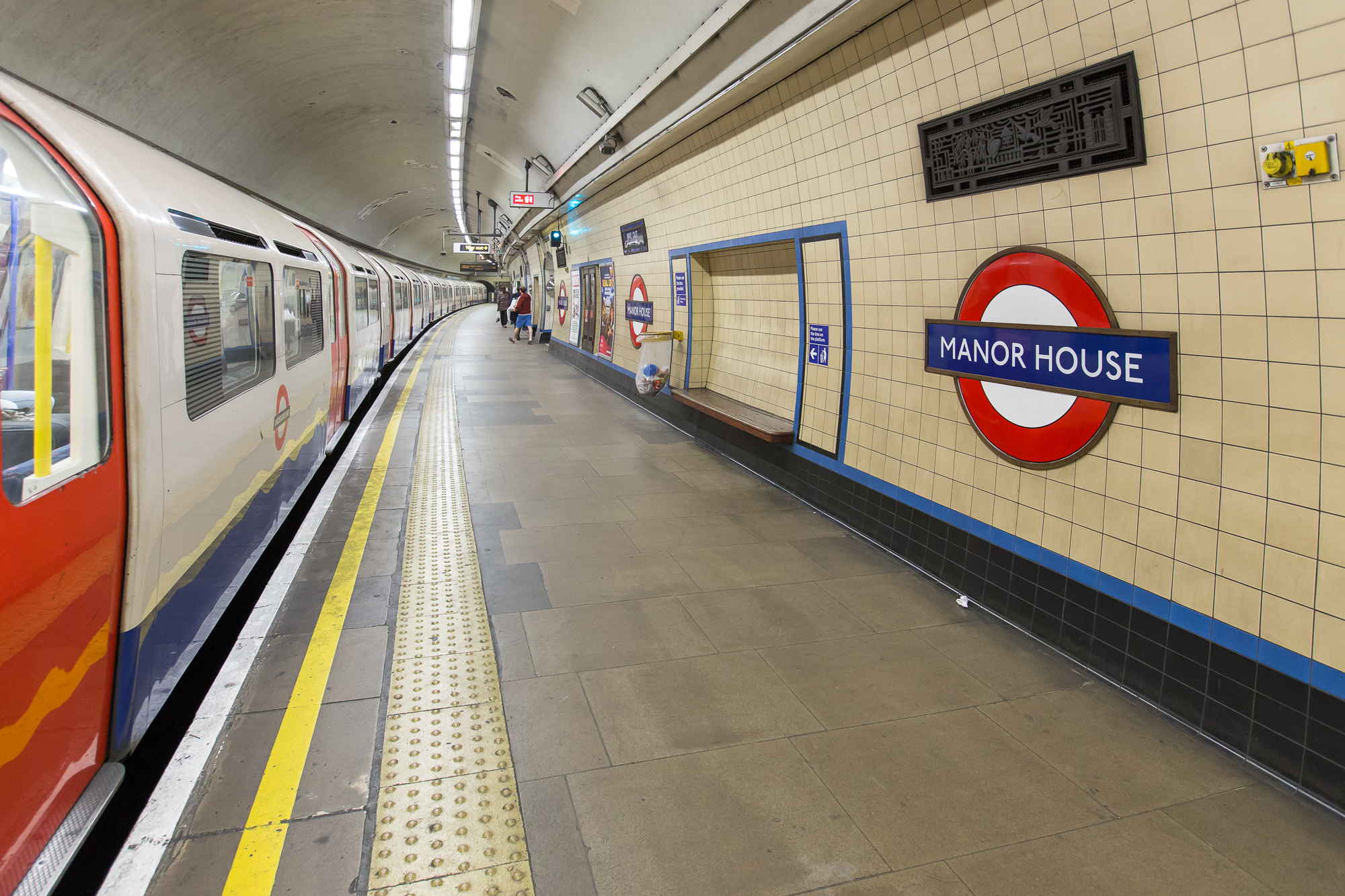
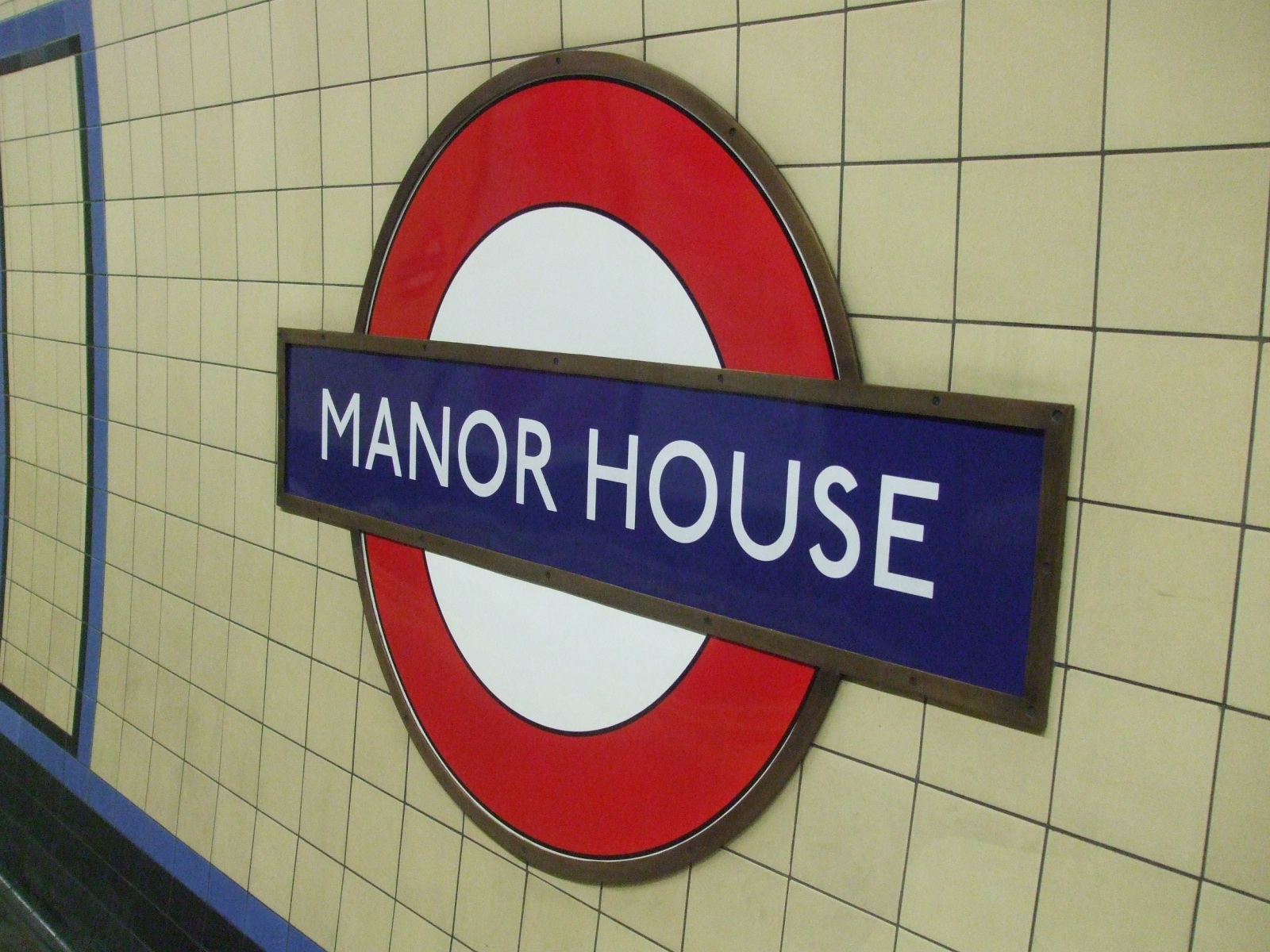